# Psicobloc

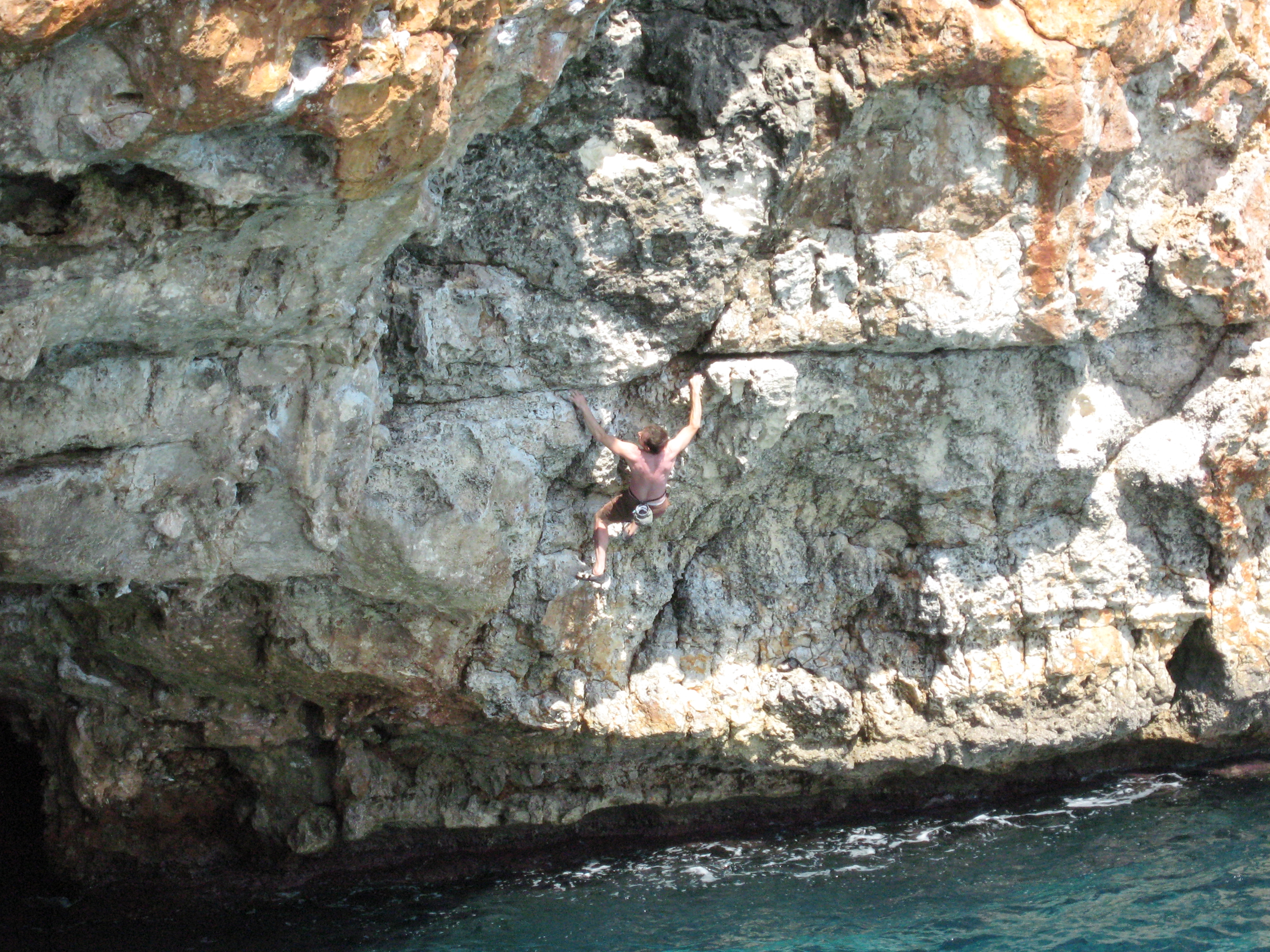
Psicobloc à Cala Varques, Majorque, 2008

Le psicobloc (de l'espagnol) ou deep-water soloing (DWS, de l'anglais, « solo d'eau profonde ») est une forme d'escalade en solo qui consiste à grimper au-dessus de l'eau, sans autre sécurité que la chute dans l'eau. Le psicobloc est pratiqué essentiellement sur des falaises maritimes, mais les grimpeurs peuvent parfois évoluer au-dessus de rivières ou de bassins en milieu urbain.

## Histoire

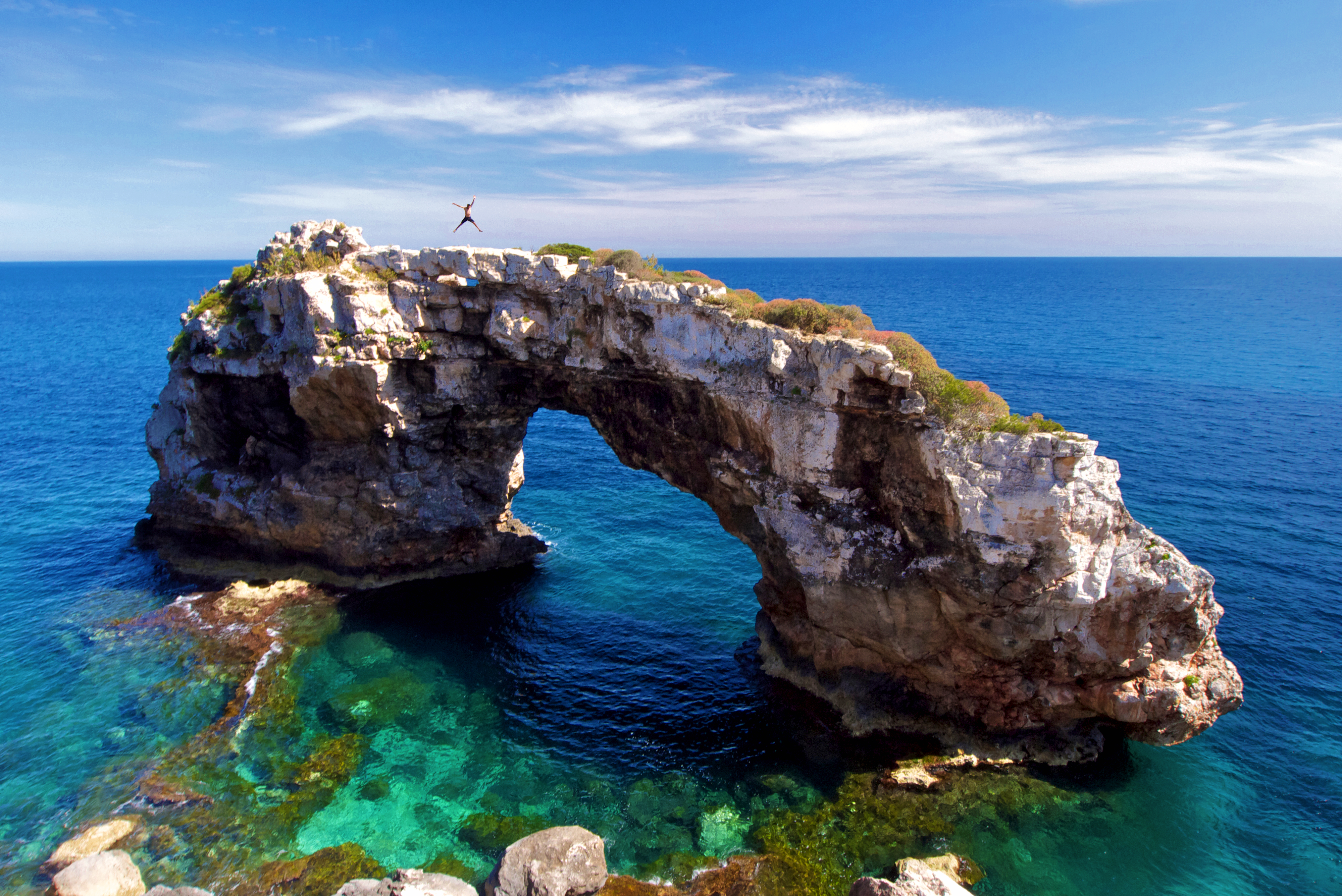
L'arche naturelle Es Pontàs, près de Majorque, grimpée en 2006 par Chris Sharma.

La population qui pratique le psicobloc se scinde en deux catégories : on trouve d'un côté des baigneurs escaladant des rochers afin de trouver un point haut d'où sauter dans l'eau et, de l'autre, des grimpeurs de haut niveau arpentant les falaises surplombant l'eau, à la recherche de nouvelles lignes. Par conséquent, l'origine du psicobloc reste assez floue. Il semblerait toutefois que le psicobloc ait commencé à se faire connaître à la fin des années 1970 avec le développement de l'escalade libre. 

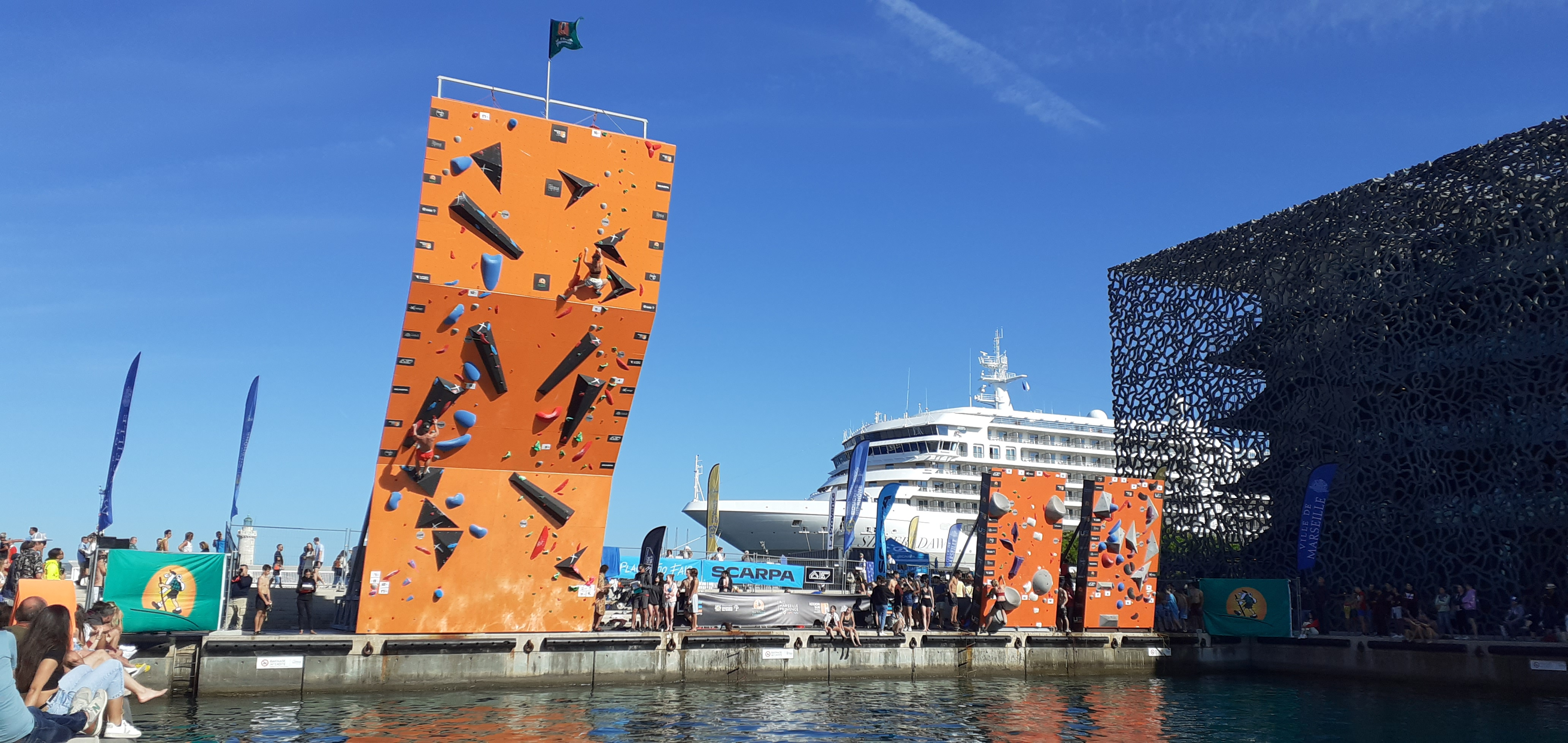
Open international 2022 de psicobloc au bassin du Mucem à Marseille.

La pratique de ce sport a notamment été médiatisée par Patrick Edlinger dans le reportage La Vie au bout des doigts (1982), le court-métrage Psicobloc (2002), le premier topo consacré au psicobloc à Majorque (2006), Chris Sharma grimpant à Majorque (2003) puis réalisant l'arche haute de 15 mètres Es Pontàs (2007, 9b) ou l'organisation des compétitions Psicobloc Masters depuis 2013,. En 2017, Sharma enchaine l'ascension du Pont d'Arc (8b+?) dans les gorges de l'Ardèche (France), avec des passages-clés situés entre 20 et 30 mètres.

## Lieux de pratique
En raison de la chute quasiment systématique dans l'eau, le psicobloc se pratique dans des eaux plutôt chaudes. De plus, afin de sécher rapidement, les grimpeurs le pratiquent sur des sites bénéficiant d'un bon ensoleillement.

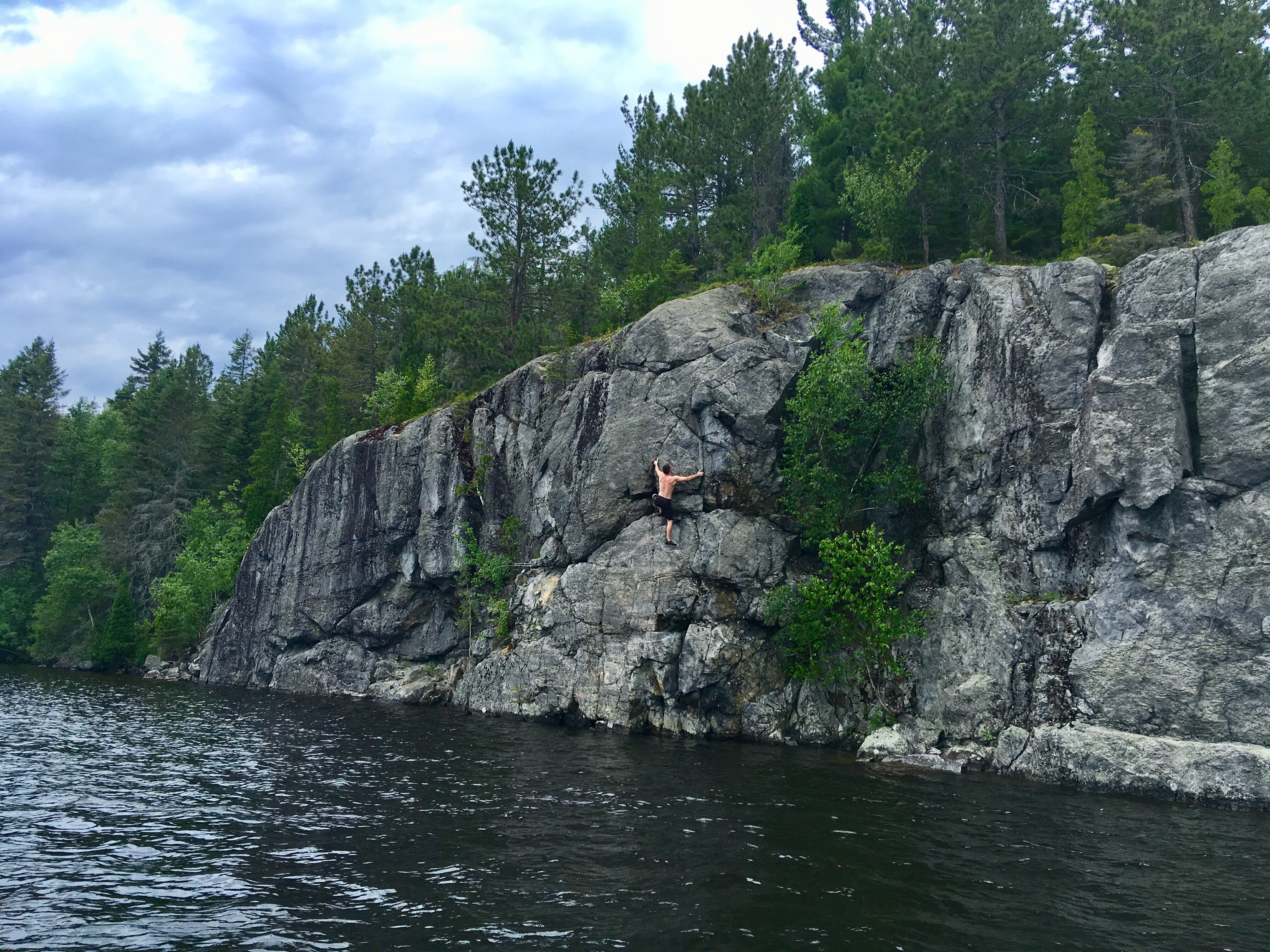
Grimpeur sur une paroi rocheuse émergeant de la Rivière Saguenay au Lac-Saint-Jean, 2018

## Risques
Si la pratique du psicobloc permet de faire du solo intégral dans un environnement aquatique qui garantit une relative sécurité en cas de chute, elle ne doit pas faire oublier certains risques encourus à l'occasion de chutes dans l'eau.

## Topoguides
De nombreux topoguides sont disponibles en vente notamment les topos Rockfax pour le Royaume-Uni et Mallorca et des Editions du Chemin des Crêtes pour la France.
- Deep Water. Mike Roberston, 2007, Rockfax
- Spain : Mallorca - Sport Climbing and Deep Water Soloing. Alan James, Daimon Beail, Mark Glaister, 2020, Rockfax
- Deep Water Solo en Provence. Nicholas Armstrong, Olivier du Chastel, 2021, Editions du Chemin des Cretes